# Agaltara nebulosa
Agaltara nebulosa là một loài bướm đêm thuộc phân họ Arctiinae, họ Erebidae.